# Lliura mallorquina
La lliura mallorquina era una unitat monetària referencial de compte que mai tingué expressió monetària. Derivava del sistema barceloní que a la vegada era un sistema monetari de tradició carolíngia i es fonamentava en el pes de l'argent, de manera que una lliura corresponia a 327 g d'argent. Els seus divisors eren 20 sous o també 240 diners. Aquestes equivalències foren constants al llarg de l'edat mitjana i moderna, per la qual cosa anà divergint progressivament de la moneda circulant que, a causa de les distintes polítiques monetàries, varià la llei i el pes al llarg de la història.
Amb independència de la seva correlació amb la moneda circulant, la lliura i els seus divisors no varen perdre en cap moment la seva funció d'unitat de compte, de manera que s'utilitzà, gaire bé exclusivament, per fixar el valor de les coses entre els segles xiii al xix.
Vegeu també: lliura barcelonina i lliura valenciana